# ACE n.º 55
ACE No. 55 se refiere al Acuerdo de Complementación Económica n.º 55 firmado entre los Estados Unidos Mexicanos y los países miembros del Mercosur, Argentina, Brasil, Uruguay y Paraguay; se suscribió el 27 de septiembre de 2002, cuando se negociaba el ACE n.º 54 pero no entró en vigor hasta el 1 de enero de 2003.
Tiene como finalidad la liberalización del sector automotor entre las partes signatarias.

## Antecedentes
El Acuerdo de Complementación Económica N° 54 México-Mercosur fue suscrito el 5 de julio de 2002, donde se establece un marco legal para las actividades comerciales, base primordial para un tratado de libre comercio.
Como punto principal de las negociaciones entre México y bloque económico del MERCOSUR se encuentra el sector automotor y negociaciones bilaterales entre Argentina, Brasil, Paraguay y Uruguay. A partir de estas negociaciones bilaterales, México logró firmar un Tratado de libre comercio con Uruguay.
En el 2004 durante la reunión del Consejo del MERCOSUR, los mandatarios de los integrantes del bloque económico mencionado, emitieron una declaración indicando que México sería un miembro asociado del MERCOSUR una vez concluido el tratado de libre comercio.

## Objetivos
En el Artículo 1.º de éste acuerdo se describe que el objetivo principal al firmar el Acuerdo será el sentar las bases comerciales para que exista un libre comercio en el sector automotor entre las partes signatarias, es decir, los países miembros de Mercosur y México; adicionalmente se establece como objetivo el promover la integración y complementación productiva entre los sectores automotores entre los países signatarios. De igual manera se establece en dicho artículo que el ACE n.º 55 se incorporará posteriormente al TLC que se busca firmar entre Mercosur y México.

## Cobertura
La cobertura que tiene el acuerdo se hace a los vehículos automotores y a las autopartes que en el Artículo 3.º se enuncian y en el Anexo I se especifican. Dichos vehículos y autopartes se dividen en las siguientes:
- Automóviles
- Vehículos con una carga máxima menor o igual a 8845 kg
- Vehículos con una carga máxima mayor o igual a 8845 kg
- Ómnibuses
- Carrocerías
- Remolques y semiremolques
- Tractores, cosechadoras, diversa maquinaria agrícola y vial.
- Autopartes para la construcción de los vehículos anteriores o para reposición de piezas.[2]

## Periodo de transición
Toda la información referente a este tema se encuentra establecida en el Artículo 5 del acuerdo, en el que se establece, mediante la firma del ACE n.º 55 el periodo en el cual se disminuirían los aranceles de manera gradual, teniendo como fin último la liberalización total de este sector hasta el 30 de junio de 2011. De esta manera, el comercio automotriz se desarrolló hasta el año pasado a base de cuotas de importación y exportación entre los países miembros del Mercosur y México.

## Actualidad
En marzo de 2012 Brasil y México anunciaron haber negociado bilateralmente modificaciones al Apéndice II que regula el comercio bilateral automotriz del ACE 55. Estas implican cambios fundamentales a lo convenido conjuntamente con los restantes miembros del MERCOSUR -signatarios también del instrumento- al momento de la firma del acuerdo multilateral en 2002, ya que éstos no tuvieron participación ni intervención en la alteración.
Concretamente, Brasil y México establecieron cupos al libre comercio de automotores de 2012 a 2014 (rompiendo el principio de libre comercio automotor del acuerdo), como así también cambios en los porcentajes y en la fórmula de cálculo del contenido regional de los vehículos que comercialicen entre ellos, en beneficio mutuo (Brasil y México) que alteran los convenidos por todos los signatarios en 2002. Estos no fueron extendidos ni se dio intervención a los otros Estados signatarios del instrumento. Esta situación origina serios perjuicios en la industria automotriz argentina, ya que la coloca en franca desventaja frente a sus pares de Brasil y México. 
Todo ello desnaturaliza los objetivos y propósitos del acuerdo multilateral, estableciendo condiciones beneficiosas solamente para algunos de los signatarios. Ello implica una violación grave al mismo, lo que conforme a la Convención de Viena sobre el Derecho de los Tratados, habilita al estado afectado a solicitar la terminación o suspensión del instrumento que lo perjudica.
Desde la renegociación anunciada por Brasil y México, en reiteradas ocasiones Argentina ha solicitado a México contemplar también sus intereses y extender lo acordado con Brasil para mantener el equilibrio en las condiciones de todos los signatarios del Acuerdo. Sin embargo, en todas las oportunidades el Gobierno mexicano se negó a hacerlo (pese a haberlo hecho con Brasil). Consecuentemente, Argentina, incapaz de aceptar la mayor importancia que tiene el mercado brasileño, que comparado con el argentino hace que este palidezca, unilateralmente suspendió la aplicación del Tratado durante tres años, buscando de esta manera un mayor reconocimiento económico del que realmente ostenta.